# Emilio Solari
Emilio Solari (fl. XX secolo) è stato un calciatore argentino, di ruolo centrocampista.

## Caratteristiche tecniche
Giocava come mediano sinistro.

## Palmarès

### Nazionale
- Campeonato Sudamericano de Football: 1

Argentina 1921